# Almutadide II
Abu Alfate Daúde Almutadide (em árabe: أبو الفتح داود المعتضد بالله; romaniz.: Abu al-Fath Dawud al-Mu'tadid), dito Almutadide ou Almutâdide II do Cairo (em árabe: المعتضد بالله), foi o décimo-primeiro califa abássida do Cairo, no Egito, sob os sultões mamelucos entre 1414 e 1441.

## História
Abu Daúde Alfate foi o segundo filho de Mutavaquil I a reinar como califa, sucedendo ao irmão, Almostaim em 1414. Durante o seu longo reinado, reinaram diversos sultões mamelucos da dinastia Burji:
- Almuaide Abonacer Xeique Almuamudi até 1421.
- Almuzafar Amade ibne Xeique em 1421.
- Azair Ceifadim Tatar em 1421.
- Sale Naceradim Maomé ibne Tatar até 1422.
- Alaxarafe Ceifadim Barsbay até 1438.
- Azair Ceifadim Jaquimaque até 1453.